# Akeron MP
Akeron MP (Akeron Moyenne Portée), ранее известная как MMP ("Missile Moyenne Portée"; английский: Medium-Range Missile), это французская, сетевая, противотанковая управляемая ракета пятого поколения. Обладая режимами работы выстрелил-забыл и командное наведение, она также интегрирует стороннее целеуказание для сценариев стрельбы с закрытых позиций посредством фиксации после пуска для вне прямой видимости (NLOS) использование.
Поступивший на вооружение Франции с 2017 года, Akeron MP был разработан MBDA France и предназначен для замены MILAN и FGM-148 Javelin американского производства. Он предназначен для пешей пехоты (является переносным зенитно-ракетным комплексом), а также для установки на боевые машины и имеет дальность стрельбы до 5 км.
Ракета дальнего радиуса действия того же семейства, Akeron LP («Akeron Longue Portée»), также находится в разработке. Он предназначен для оснащения будущего французского Eurocopter Tiger MkIII.

## История
Программа MMP была создана в 2009 году для разработки преемника программы MILAN, разработанной MBDA сорок лет назад. Это произошло, в частности, в ответ на срочную оперативную потребность Франции, которая также привела к закупке американских Javelin в 2010 году, а не дополнительных ракет MILAN; 260 Javelin были заказаны из-за способности ракет выстрелил-забыл. Усовершенствованное предложение MBDA MILAN-ER было отклонено, поскольку в нем отсутствовала такая функция. Великобритания, ранее являвшаяся основным пользователем системы MILAN, также перешла на Javelin.
В 2011 году требование, установленное французской армией, предусматривало наличие многоцелевых точечных ударов для оснащения передовых подразделений, а также сил специальных операций. Закупаемая ракета должна была быть способна поражать наземные цели, стационарные или движущиеся, от легкой техники до ОБТ последнего поколения, а также личный состав, будь то пеший или защищенный за укреплениями. Офицер огня должен был быть защищен во время боя, поэтому требовалась простота в эксплуатации, наведение «выстрелил и забыл» и возможность запускать ракету из замкнутого пространства.
После конкуренции с Lockheed Martin/Raytheon Javelin и Rafael Spike, приказ был назначен в декабре 2013 года французским DGA для начала оснащения французской армии MMP в 2017 году. Испытания начались в начале 2014 года, с испытаниями боеголовок против ОБТ брони и были продолжены в апреле пусками в испытательном туннеле для подтверждения ракетной безопасности для оперативного экипажа. MMP был представлен на выставке Eurosatory 2014.
Первые огневые испытания MMP были проведены DGA на своих объектах в Бурже (центральная Франция) 3 февраля 2015 года, когда ракета поразила неподвижную цель на расстоянии более 4000 метров.
Программа разработки финансировалась MBDA из частных источников, и ее планировалось завершить к 2017 году. 29 ноября 2017 года DGA объявило о поставке первой партии из 20 огневых постов и 50 MMP ракет после успешной боевой оценочной стрельбы, проведенной французской армией. Первые подразделения будут использоваться для обучения перед развертыванием в 2018 году. Первоначальные планы предусматривают поставку к 2025 году 400 огневых точек и 1750 ракет пехотным и кавалерийским частям французской армии, а также спецподразделениям всех родов войск, с возможностью дальнейшие заказы на 2850 ракет. В дополнение к системам MILAN и Javelin, MMP также заменит на вооружении Франции Eryx и HOT ракета, установленные на VAB, а также вооружат EBRC Jaguar.

## Описание
MMP был разработан для преодоления некоторых ограничений MILAN в контексте мелкомасштабных операций и борьбой с повстанцами после 2000 года, а не танковой войны в соответствии с первоначальным требованием MILAN. На таких театрах военных действий, как Ирак и Афганистан, переносные ракеты часто использовались против опорных пунктов и импровизированной бронетехники в населенных пунктах. Уменьшение сопутствующего ущерба находящимся поблизости мирным жителям стало важным политическим фактором в таких кампаниях.
Особые усовершенствования по сравнению с существующими ракетами заключались в том, чтобы они были безопасными для операторов в ограниченном пространстве, таким образом уменьшена обратная волна при пуске, а также улучшено наведение, которое могло поражать холодные цели без ИК-излучения, а также ББМ со снижением риска сопутствующего ущерба. По сравнению со своими предшественниками он содержит большое количество современной и COTS электроники, а не ранее медленно развивающееся военное снабжение.
Ракета и ее система наведения предлагают три различных режима работы: [4]
- Выстрелил и забыл
- Человек в петле с оптическим волокном канал передачи данных
- Захват после пуска (LOAL) для вне прямой видимости (NLOS) и с использованием стороннего целеуказания .

Несмотря на эти новые функции, он по-прежнему оставался эффективным против современной бронетехники ББМ и ОБТ. Используется тандемная боеголовка, что делает ее эффективной против обычной, композитной и реактивной брони. При детонации боеголовка также рассеивает 1500 вольфрамовых осколков, эффективных против личного состава на расстоянии 15 метров (49 футов).
При коммерческом запуске компания MBDA представила MMP как первую наземную боевую ракету 5-го поколения, благодаря следующим ключевым характеристикам:
- Двухдиапазонная ГСН в ИК и видимом оптическом диапазоне при слабом освещении, позволяющая поражать горячие и холодные цели в любых условиях видимости.[4] ИК-датчик не охлаждается, что несколько ухудшает характеристики зенитной ракеты, но является значительным упрощением для пехотной ракеты. В частности, это позволяет избежать подачи сжатого газа, который необходимо пополнять на уровне хранилища. В отличие от некоторых ракет, таких как Stinger, с ИК-датчиками с газовым охлаждением или однозарядными тепловыми батареями, MMP может многократно наводиться на потенциальные цели без расхода ресурсов. Эти два датчика установлены на реверсивной оси в куполе, при этом оператор выбирает, какой режим датчика использовать перед запуском. По сравнению с классическими сдвоенными датчиками, расположенными бок о бок, такое расположение обеспечивает гораздо более широкое поле зрения, позволяя ГСН удерживать цели, особенно быстро движущиеся, в поле зрения ракеты, что значительно облегчает захват после пуска.
- Кроме того, в двойном режиме огневая точка начальной пехотной версии оснащена датчиком высокого разрешения с инфракрасным охлаждением и телекамерой дневного света. Эти датчики высокого качества поддерживают все функции разведки погоды и оценки угроз. Волоконно-оптический канал передачи данных от ракеты передает изображения ГСН обратно на огневую станцию для управления Man In The Loop. Это также позволяет прервать пуск без детонации, если сопутствующее гражданское лицо внезапно скроет цель. При стрельбе прямой наводкой ГСН фиксируется перед пуском благодаря автоматической корреляции с изображениями огневой точки, что обеспечивает и упрощает захват ГСН, особенно по целям на максимальной дальности. Этот огневой пост также оснащен GPS-приемником, компасом и опциональным лазерным дальномером, который обеспечивает полную сетецентричность и обмен координатами цели через тактические каналы передачи данных для целеуказания третьей стороны.
- Ракета объединяет инерциальный измерительный блок (IMU), который является новым в этом классе легких ракет, разработанным по технологии MEMS (микроэлектромеханические системы). Вместе с оптоволоконным каналом передачи данных этот IMU позволяет выполнять наведение и повторное наведение в полете для захвата после запуска (LOAL), а также разрешает два выбираемых варианта траектории: малая высота с прямой атакой или атака сверху для наведения на основные боевые танки через их башню, которая является их самым слабым местом.
- При весе чуть более 2 килограмма (4,4 фунта) новая многоцелевая боеголовка MMP калибра 115 мм оснащена тандемным зарядом — заряд-предшественник расположен перед основным ракетным двигателем, основной заряд расположен за двигателем — с двумя выбираемыми режимами: поражение брони и поражение инфраструктуры. В противоброневом режиме он может пробить более 1000 миллиметров (39 ″) RHA (катаная гомогенная броня) под ERA (взрывоопасная реактивная броня). В антиинфраструктурном режиме он может пробить более 2 метра (6,6 фута) армированного бетона. Оба режима также имеют противопехотные возможности.
- Легкий и легко переносной зенитно-ракетный комплекс. Ракета имеет длину 1300 миллиметров (51 ″) для калибра 140 миллиметров (5,5 ″). Полный снаряд весит 15 килограммов (33 фунтов), включая его тактическую канистру. Стрелковый пост весит 11 килограммов (24 фунтов), включая штатив и батарею. Первые поставленные ракеты переносные, но автомобильные установки находятся в разработке.
- Безопасная стрельба из замкнутого пространства, с уменьшенной взрывной волной как сзади, так и впереди пусковой установки. Ракета может быть запущена в непосредственной близости находящейся впереди пехоты.
- Сведение к минимуму риска сопутствующего ущерба.

Ракета имеет дальность 4000 метров (4400 yd) в соответствии с требованиями Франции, но в мае 2018 года два испытательных пуска смогли поразить цели на расстоянии 5000 метров (5500 yd).

## Развитие программы
На Eurosatory 2016 компания MBDA также представила свою новую турель IMPACT. Эта 250-килограммовая моторизованная башня была представлена на Dagger, небольшом бронированном автомобиле производства Renault Trucks Defense. Он несет дневные/ночные датчики управления огнем MMP, а также две готовые к пуску ракеты и 7,62-мм пулемет и боеприпасы к нему для самообороны.
В 2017 году MBDA предложила свой MMP Силам обороны Австралии в качестве интегрированной ПТРК как на Rheinmetall Boxer (на 30-мм башне Lance), так и на машинах BAE Systems AMV35. (на 35-мм башне BAE Hägglunds) по программе австралийской армии LAND 400. Эта ракета также предлагается с пехотным огневым пунктом для армейской программы LAND 4108, которая ищет замену находящемуся на вооружении противотанковому ракетному комплексу Javelin.
На выставке Eurosatory 2018 была представлена новая разведывательная машина Jaguar французской армии (разработанная Nexter Systems, Arquus и Thales). с блоком из двух MMP, интегрированным рядом с башней. В ходе выставки MBDA и Robotics также объявили о начале технико-экономического обоснования «противотанкового беспилотного наземного транспортного средства». Совместный проект объединяет беспилотную наземную машину Milrem Robotics THeMIS с системой MBDA IMPACT (Integrated MMP Precision Attack Combat Turret), оснащенной двумя MMP.
В августе и сентябре 2018 года французская армия провела огневую кампанию в Джибути, чтобы проверить способность ракеты действовать в условиях пустыни. По данным правительства, девять MMP были успешно запущены. Два из них были обстреляны коммандос с ECUME надувной лодкой с жестким корпусом (RHIB). Ракеты были интегрированы в стабилизированную и телеуправляемую башню, что открыло путь к морской версии MMP.
В декабре боевая группа «Пикардия» провела операцию в районе трех границ на юго-востоке Мали, в ходе которой была развернута и впервые применена новая ракета средней дальности (Missile Moyenne Portée или MMP) MMP.
В начале 2019 года MBDA, DGA и STAT организовали еще одну испытательную кампанию, чтобы проверить эффективность MMP в холодных условиях. Они провели три успешных пуска в Швеции при температуре до -30 °C.

## Модификации

### Индия
В феврале 2017 года MBDA объявила о создании совместного предприятия (СП) с индийским конгломератом Larsen & Toubro (L&T). Эта совместная компания, в частности, будет заниматься разработкой и поставкой противотанковых управляемых ракет (ПТРК) пятого поколения, вдохновленных MMP, чтобы удовлетворить требования, выдвинутые индийской армией.

### Швеция
В июле 2021 года Франция и Швеция договорились о совместной разработке новой противотанковой ракеты на базе ракеты MBDA Missile Moyenne Portée (Medium-Range Missile/MMP). Французское управление Generale de l'Armement (DGA) подписало письмо о намерениях со Шведским управлением оборонных материалов (Försvarets materielverk или FMV) по созданию этих новых ракет. Saab будет шведским партнером по контракту. Шведский вариант будет известен как RBS-58.

## Эксплуатанты
Французская армия получила первую партию из 50 ракет MMP и 20 огневых точек в ноябре 2017 года. Эти первые единицы будут использоваться для обучения будущих пользователей. Система вооружения была развернута в ходе боевых действий в течение 2018 года, а к 2025 году уже запланирована поставка 400 огневых точек и 1950 ракет всем французским вооруженным силам.
Сообщается, что в декабре 2017 года Катар начал переговоры с MBDA о приобретении MMP на сумму до 400 миллионов евро. Большая часть имеющихся в Катаре противотанковых ракет подлежит демонтажу, и страна надеется пополнить свои запасы. В настоящее время Доха обладает примерно 650 ракетами — в основном HOT и старой версией «Милана», — которые следует уничтожить.

### Современные эксплуатанты
- Франция: 400 пусковых установок и 2850 ракет введены в эксплуатацию с 2017 г.[2]

### Будущие эксплуатанты
- Швеция: Несколько единиц ракетных комплексов Akeron MP были заказаны для испытаний и оценки. Вариант ракеты RBS-58 разрабатывается для Шведских вооруженных сил. Он будет построен по лицензии Saab Dynamic AB.

### Потенциальные эксплуатанты
- Бельгия
- Португалия: Эта система является одной из тех, которые рассматриваются Португальской армией для замены текущих систем ПТРК MILAN.[30][31]
- Катар
- Украина

## Внешние ссылки
- MBDA Akeron MP page